# Revolta din Münster

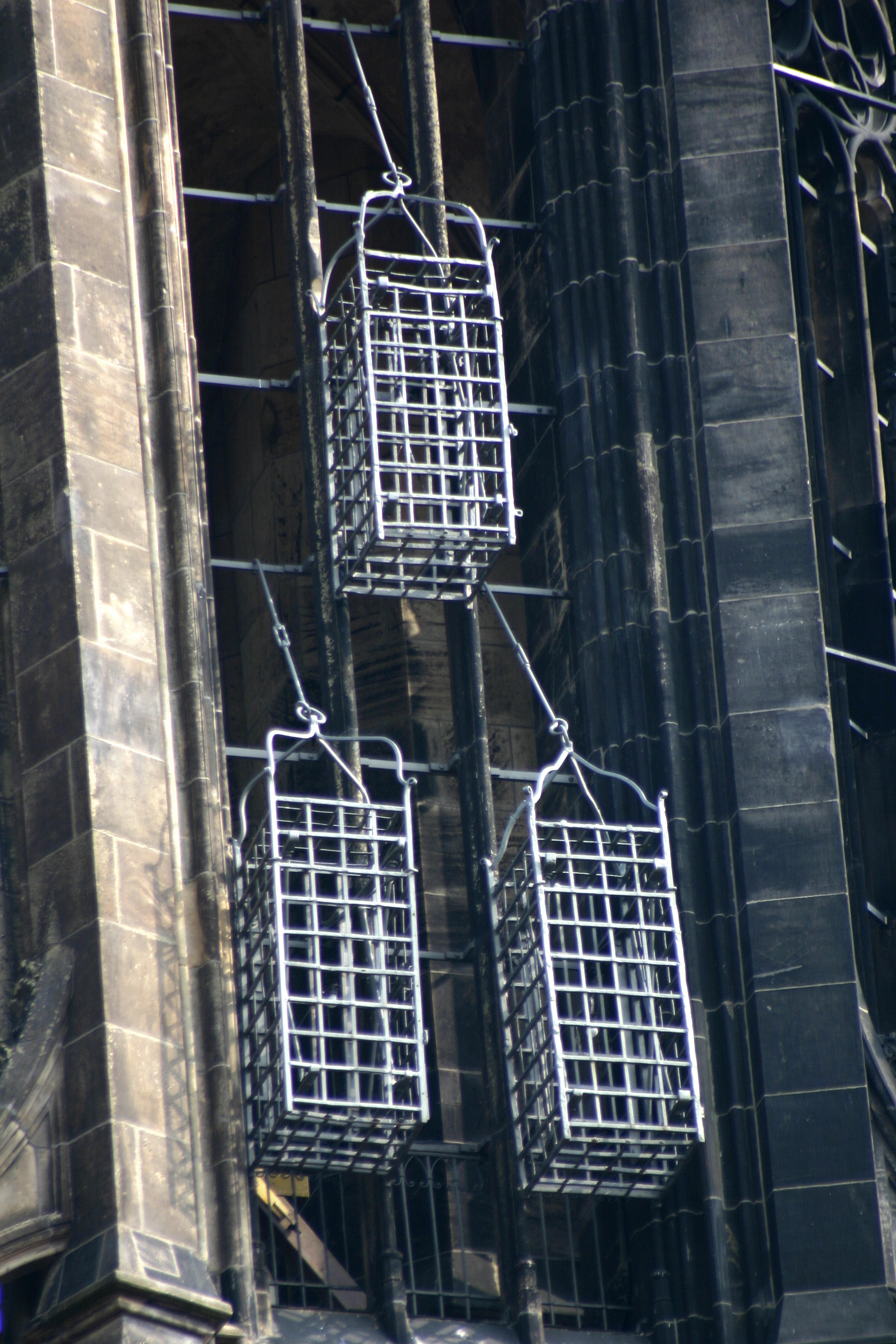
Cuştile conducătorilor Revoltei din Münster pe clopotniţa Bisericii Sf. Lambert.

Revolta din Münster a fost o încercare a anabaptiștilor radicali de a întemeia o teocrație în orașul german Münster. Orașul a devenit un centru anabaptist între 1534 și 1535, fiind sub conducere anabaptistă pentru 18 luni — între februarie 1534, când a fost capturată primăria și Bernhard Knipperdolling instalat ca primar, și iunie 1535. Melchior Hoffman, cel care a inițiat botezul adulților în Strasbourg în 1530, și moștenirea sa de anabaptism escatologic a asigurat elementele care au pregătit evenimentele din Münster din 1534-1535.

## Revolta
După Războiul țărănesc, o a doua și mai hotărâtă încercare de a întemeia o teocrație a fost făcută la Münster, în Westfalia (1532-1535). Aici anabaptiștii au dobândit o influență considerabilă, prin adeziunea lui Bernhard Rothmann, pastorul luteran, și a câtorva cetățeni de seamă; liderii lor, Jan Matthys (ortografiat și sub formele Matthijs, Mathijz, Matthyssen, Mathyszoon), un brutar din Haarlem, și Jan Bockelson (sau Beukelszoon), un croitor din Leiden, nu au întâmpinat dificultăți mari în a pune stăpânire pe oraș și a-i înlătura pe magistrați. Matthys era un adept al lui Melchior Hoffman care, după întemnițarea lui Hoffman la Strasbourg, a câștigat la rându-i numeroși adepți în Țările de Jos, printre care și pe Bockelson. Bockelson și Gerard Boekbinder vizitaseră Münsterul și se întorseseră cu știrea că Bernhard Rothmann învăța acolo doctrine similare cu ale lor. Matthys identifică Münsterul cu „Noul Ierusalim” și, pe 5 ianuarie 1534, un număr de discipoli ai săi au intrat în oraș și au început botezul adulților. Rothmann se pare că a acceptat „’’re’’botezarea” în acea zi, la fel cum o vor face-o, în scurt timp, peste 1000 de adulți. Pregătiri viguroase au fost făcute apoi nu doar pentru a păstra ceea ce fusese deja obținut, ci și pentru a începe, din Münster, cucerirea lumii. Orașul era asediat de Franz von Waldeck, episcopul său exilat. În aprilie 1534, în Duminica Paștilor, Matthys, care profețise judecata lui Dumnezeu care urma să vină în acea zi asupra celor răi, a încercat un atac-surpriză cu doar 30 de discipoli, crezându-se a fi un al doilea Ghedeon, dar întreaga sa companie a fost decimată. El însuși a fost ucis, capul i-a fost tăiat și înfipt într-un stâlp în văzul întregului oraș, iar organele sale genitale bătute în poarta cetății. Bockelson, cunoscut în istorie mai mult sub numele de Ioan de Leida, a fost instalat ca rege.
Susținând a fi succesorul lui David, el a cerut onoruri regale și putere absolută în „noul Sion”, justificându-și acțiunile prin autoritatea viziunilor mistice pe care le-ar fi primit. A legalizat poligamia și el însuși și-a luat șaisprezece soții, una din care el însuși a decapitat-o apoi în piața cetății. S-a legiferat de asemenea comuniunea bunurilor. După o rezistență dârză, orașul a fost cucerit de asediatori pe 24 iunie 1535, iar în ianuarie 1536 Bockelson și unii din discipolii săi mai de seamă, după ce au fost torturați, au fost executați în piață. Cadavrele le-au fost expuse în cuști atârnând de clopotnița Bisericii Sf. Lambert; cuștile se află încă acolo, deși oasele au fost mai târziu îndepărtate.

## Urmări
Revolta din Münster a fost un punct de cotitură în mișcarea anabaptistă, care nu a mai avut niciodată oportunitatea de a dobândi importanță politică, autoritățile civile luând măsurile cele mai stringente pentru a suprima o agitație al cărei scop mărturisit era de a le răsturna. E dificil de trasat istoria ulterioară a anabaptiștilor ca grupare religioasă. Fapt este că, după insurecția de la Münster, chiar numele de „anabaptist” a devenit în Europa un mijloc de proscriere produce o dublă confuzie. Totuși, batenburgerii lui Jan van Batenburg au păstrat curentul milenist violent de anabaptism manifestat la Münster. Aceștia erau poligami și credeau că violența era justificată împotriva oricui nu făcea parte din secta lor. Nu surprinzător, mișcarea lor a căzut în clandestinitate după suprimarea revoltei din Münster, membrii prezentându-se în mod oficial drept catolici sau luterani, după caz.
Pentru anabaptiștii ce se opuneau utilizării forței, a devenit de importanță majoră să se delimiteze de rebelii din Münster. Mulți anabaptiști non-rezistenți și-au găsit conducătorii în Menno Simons și frații Obbe și Dirk Philips, lideri anabaptiști olandezi care repudiau doctrinele distinctive ale anabaptiștilor din Münster. Această grupare a devenit mai apoi cunoscută ca menoniți, după numele lui Simons. Ei respingeau orice folosire a violenței, predicau o credință bazată pe iubirea dușmanilor și compasiune și nu au țintit niciodată la o revoluție socială sau politică.
În august 1536, liderii diverselor grupări anabaptiste influențate de Melchior Hoffman s-au întâlnit în Bocholt într-o încercare finală de a-și menține unitatea. Această întâlnire a inclus adepți ai lui Batenburg, supraviețuitori de la Münster, pe David Joris și simpatizanții săi și anabaptiști non-rezistenți. La această întâlnire, ariile majore de dezbatere între secte au fost căsătoriile poligame și utilizarea forței împotriva necredincioșilor. Joris a propus compromisul, declarând că timpul nu sosise încă pentru a lupta împotriva autorităților și că ar fi neînțeleaptă omorârea oricăror non-anabaptiști, ca nu cumva anabaptiștii să fie puși în rând cu hoții și criminalii. Anabaptiștii reuniți au căzut de acord asupra compromisului, dar întâlnirea pare să nu fi reușit să încetinească prea mult fărâmițarea anabaptismului în diverse grupări.
Adoptarea forțată a unor nume noi face ca identitatea istorică a celor care aparțineau anabaptiștilor din Münster să poată fi ușor pierdută din vedere, în timp ce alții care nu aveau legătură cu secta au fost clasificați în ea. Greșeala din urmă a fost de-a lungul timpului mult mai frecventă decât prima. Menoniții, de exemplu, au fost identificați cu anabaptiștii mai vechi, pe motiv că i-au inclus în număr pe mulți foști anabaptiști de la Münster. Dar dacă în principii se urmărește continuitatea unei secte, și nu în aderenți, menoniții aveau foarte puțin de-a face cu violenții lor predecesori poligami.